# تپه گردی خاشلی
تپه گردی خاشلی در شهرستان بانه، بخش مرکزی، دهستان شوی، روستای میرآباد سفلی واقع شده و این اثر در تاریخ ۱۵ دی ۱۳۸۷ با شمارهٔ ثبت ۲۴۲۴۵ به‌عنوان یکی از آثار ملی ایران به ثبت رسیده است.